# Wang Quan'an

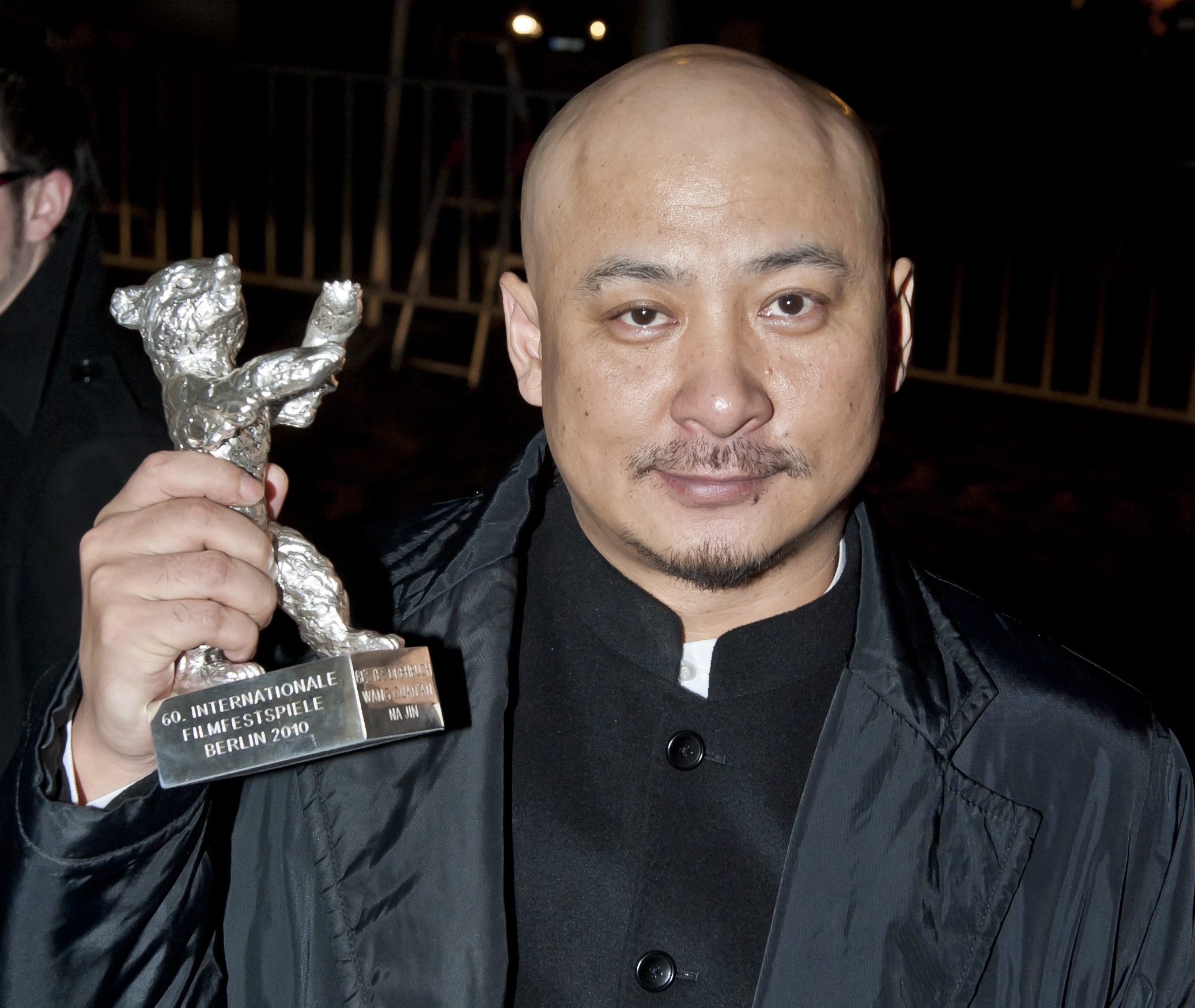
Wang Quan'an med Silverbjörnen, vid Filmfestivalen i Berlin 2010.

Wang Quan'an (kinesiska: 王全安; pinyin: Wáng Quán'ān), född 1965 i Yan'an i provinsen Shaanxi, är en kinesisk filmregissör och manusförfattare. Han belönades med Guldbjörnen 2007 och Silverbjörnen 2010.

## Filmografi i urval
- 1999 – Yue Shi ("Månförmörkelse")
- 2004 – Jing zhe ("Historien om Ermei")
- 2006 – Tuyas giftermål (Tuya de hun shi)